# Namor
Namor és un personatge de ficció de còmic de l'Univers Marvel. També se l'anomena The Sub-Mariner (l'Home Submarí), que és el títol del seu serial des de la seva primera aparició i el fill venjador (aquest apel·latiu li va ser donat prou temps abans de la seva afiliació a Els Venjadors). És un personatge de Marvel Comics, tot i que la seua creació precedeix a dita empresa: va ser creat per Bill Everett per a First Funnies, Inc., una agència formada per guionistes i dibuixants que feia còmics per vendre'ls a editorials. Va aparèixer al primer número de Motion Picture Funnies Weekly que es va regalar a cinemes amb finalitats promocionals, i poc després va aparèixer als primers còmics publicats per Timely Comics, l'editorial que anys després seria coneguda com a Marvel.
Everett va dir que el nom del personatge va ser inspirat pel poema de Samuel Taylor Coleridge The Rime of the Ancient Mariner. Everett va arribar al nom de "Namor" escrivint paraules amb sonoritats nobles cap enrere i va trobar que Roman/Namor era el que millor sonava.
Fill mutant d'un capità marí humà i una princesa del mític regne submarí d'Atlantis, Namor posseeix superforça i les habilitats aquàtiques de la raça Homo mermanus, així com la capacitat mutant del vol, juntament amb altres poders sobrehumans. Ha estat retratat com un antiheroi més que com superheroi, però alternant els dos papers. El primer antiheroi de còmic conegut, l'home submarí ha estat un personatge de Marvel històricament important i relativament popular. Ha estat membre de All-Winners Squad, The Invaders, els Illuminati, The Defenders, els Venjadors, els Quatre Fantàstics, els Heroes for Hire, Dark X-Men i X-Men entre d'altres.

## Trajectòria editorial
La seua primera aparició va ser en una història de 8 pàgines al citat número 1 de Motion Picture Funnies Weekly de 1939, l'únic que es va publicar, ja que la revista no va funcionar com s'esperava i dels números següents només es van arribar a imprimir les portades. Es va comercialitzar per primer cop al primer número de la revista Marvel Comics 1, publicat el 31 d'agost de 1939 amb data de portada octubre, el primer publicat per l'esmentada editorial Timely, que acabaria donant nom a l'editorial i que canviaria de títol al número següent convertit en Marvel Mystery Comics. Va ser un dels personatges més importants de l'editorial en la seva etapa com Timely, juntament amb la Human Torch original i el Capità Amèrica. De fet, que Namor estiguera relacionat amb l'aigua i la Torxa amb el foc va donar peu a un dels primers crossovers entre personatges. Va adquirir col·lecció pròpia amb el nom de Sub-Mariner Comics, el primer número de la qual es va publicar l'1 de març de 1941. A més de continuar publicant-se a Marvel Mystery Comics, també va aparèixer regularment a les col·leccions Human Torch Comics i All-Winners Comics. A pesar del seu èxit inicial, Sub-Mariner Comics va acabar l'any 1949 amb el seu número 32, per la pèrdua d'interés del públic cap a la major part dels primers superherois poc després del final de la Segona Guerra Mundial.
A 1954 es va intentar recuperar als tres superherois principals de l'editorial. De la sèrie de Namor es van publicar deu números més arribant així al número 42, mentre que de les altres sèries només se'n van publicar tres. Martin Goodman, propietari de l'editorial, va decidir mantenir la col·lecció més temps al mercat perquè en aquella época es va plantejar la possibilitat que un canal de televisió emitís una sèrie sobre Namor.
El personatge va ser recuperat el 1962 per Stan Lee i Jack Kirby, que amb Els 4 Fantàstics feien ressorgir el gènere. El seu retorn va tenir lloc en el número 4 de Fantastic Four i, per a justificar l'absència editorial, s'adduí que havia perdut la memòria i s'havia convertit en un vagabund als barris baixos, fins que la Torxa Humana (no el personatge original, sinó el dels 4 Fantàstics) el va trobar i el va llançar a la mar, recuperant així la seua memòria i el seu poder.
Abans de tenir col·lecció pròpia va aparèixer a nombrosos còmics d'altres revistes, a part de Fantastic Four, contribuint a la cohesió del nou univers de ficció. Entre aquestes, es va utilitzar per a la reintroducció del Capità Amèrica en l'Univers Marvel, en colpejar els gels del pol nord i desprendre'n un tros que els esquimals estaven adorant dins del qual el Capità Amèrica es trobava congelat. Com forma d'autohomenatge després de la recuperació de grans personatges dels anys 40 i 50 en un número 4, aquest es va utilitzar per recuperar altres personatges com la Torxa Humana original i el seu constructor Phineas Horton.
A partir de 1965 va compartir col·lecció amb Hulk a Astonishing Tales, ja que Marvel tenia limitat el nombre de sèries que podia publicar. Aquest número es va ampliar l'any 1968. Prèviament a donar-li sèrie va compartir un número amb Iron Man. La nova sèrie Prince Namor the Sub-Mariner, posteriorment símplement Sub-Mariner va tenir 72 números en total, acabant l'any 1974.
Poc després va protagonitzar una nova col·lecció, Super-Villain Team-Up, que va començar amb dos Giant-Size abans de l'inici de la sèrie regular. Als anys vuitanta va protagonitzar una sèrie limitada i, de 1988 a 1989 es va reexplicar la seva història a la maxisèrie The Saga of the Sub-Mariner. A partir de 1990 va començar la seva nova sèrie regular titulada Namor, the Sub-Mariner, que va tenir 62 números i 4 anuals.
Al segle XXI va protagonitzar la maxisèrie Namor (2003-2004) de 12 números estava ambientada en la seva adolescència, Sub-Mariner vol.2 (2007-2008), de 6 números ambientada al present de l'Univers Marvel, poc després de la primera guerra civil dels superherois, Sub-Mariner: the Depths (2008-2009), minisèrie de 5 números novament ambientada al passat i propera al gènere de terror, i Namor: the First Mutant (2010-2011), sèrie oberta que es va quedar en 11 números, del present durant la seva pertenença als grup X-Men.
Paral·lelament Namor ha aparegut en moltes altres sèries, perteneixent a un gran nombre de grups, entre els quals destaquen The Invaders (1975-1979) i The Defenders (1972-1983), amb presència més irregular de Namor. A The Invaders (dos Giant-Sizes seguits de 41 números a la seva primera encarnació) es narraven les seves aventures amb els altres gran herois clàssics de l'editorial: el Capità Amèrica, la Torxa Humana i els seus respectius companys, Bucky i Toro, als que posteriorment s'afegien altres membres. The Defenders era un "no-grup" compost per personatges que tenien molt mala relació entre ells, però als que diferents circumstàncies els obligava a col·laborar junts. Les seves aventures van començar als tres primers números de la sèrie Marvel Feature amb Hulk i Doctor Strange com els altres membres de l'equip inicial, al que ja en l'època de The Defenders s'unirien altres com Valquiria o Nighthawk.

## Poders
Namor és un mutant fill d'un ésser humà i una atlant, i com a tal posseeix poders diferents d'ambdues espècies. La seua força és molt superior fins i tot a la dels Atlants i posseeix una resistència increïble. A pesar d'això una prolongada absència de contacte amb l'aigua pot debilitar-lo molt i fins i tot matar-lo. També posseeix una longevitat superior, de fet té el mateix aspecte que en la 2a guerra mundial.
La seua pell és humana i no blavosa, a diferència dels atlants. Pot volar gràcies a les ales dels seus turmells, i pot respirar indefinidament en aire o aigua per igual, tot i que estades prolongades en un d'ambdós mitjans li provoquen els "atacs de bogeria" pels quals és famós, o fins i tot la mort (en el cas de l'aire).
També posseeix l'habilitat de comunicar-se i controlar les criatures marines.